# IDeaS
iDeaS 是一款應用於Microsoft Windows或GTK+Linux的Nintendo DS模擬軟件。目前iDeaS能完全模擬GBA遊戲的ARM7處理器，99%模擬DS遊戲的ARM9處理器。它能運行大部份的遊戲影像檔（包括商業遊戲），包括Super Mario 64 DS與寵物小精靈鑽石&珍珠。iDeaS以鼠標控制觸摸屏，鍵盤控制DS的按鈕。配合了插件系統，以便增加模擬器的擴充性。iDeaS限制了無線網絡，截至目前只有一個無線網絡插件，但不是真正的上網功能，只是用於需以網絡解鎖的DS遊戲的破解。iDeaS與其他DS模擬器一樣不支援部份的3D繪圖。